# The Kennel Murder Case (romance)
The Kennel Murder Case é um romance policial escrito pelo autor estadunidense S. S. Van Dine e publicado em 1933. O personagem principal é o detetive ficcional Philo Vance, que investigo o mistério sobre a morte de um homem em um quarto trancado. A este livro antecedeu The Scarab Murder Case, publicado em 1929, e sucedeu The Dragon Murder Case, publicado em 1934.

## Versões para o cinema
A Warner Bros. produziu o filme The Kennel Murder Case em 1933, dirigido por Michael Curtiz e estrelado por William Powell como Philo Vance, e Mary Astor como Hilda Lake, a sobrinha da vítima.
The Kennel Murder Case foi refilmado pela Warner Bros. em 1940, dirigido por William Clemens, e com o personagem Philo Vance interpretado por James Stephenson.